# Agrupació de Guerrillers Espanyols
L'Agrupació de Guerrillers Espanyols (també Agrupació Guerrillera Espanyola o Guerrillers Espanyols) (AGE) és la denominació que van rebre els voluntaris espanyols a França que van participar integrats en la Resistència contra els nazis durant la Segona Guerra Mundial. Els membres integrants de l'AGE van ser espanyols obligats a l'exili a França en acabar la Guerra Civil espanyola. Bona part d'ells havien passat prèviament pels camps de concentració francesos. La denominació (Agrupació de Guerrillers) i la seva estructura van ser molt posteriors a les primeres accions armades.

## Orígens
L'origen de l'AGE es remunta a les Companyies de Treball creades per les autoritats franceses en la primavera de 1939, mesos abans d'iniciar-se la Segona Guerra Mundial, i que es van formar amb els espanyols procedents dels camps de concentració. Estaven destinades a la millora de les comunicacions, reparacions de vies, ponts, construcció de sistemes defensius i, en general, obres destinades a la defensa de França enfront d'un possible atac alemany. Quan es van iniciar les hostilitats entre França i el Tercer Reich, i fins a agost de 1940, les Companyies de Treball es van convertir, també, en part de l'exèrcit francès, situant-se al comandament oficials militars. Algunes van arribar a combatre, d'altres, no obstant això, seguirien amb les tasques de suport en la rereguarda. Les primeres creades van ser quatre companyies procedents del camp d'Argelers en la primavera de 1939. L'última va ser creada al juny de 1940, en plena retirada francesa i estava formada per les restes d'altres quatre companyies de treball.
Van ser gairebé dues-centes companyies, algunes de vida efímera, però es tenen dades d'unes quaranta aproximadament. El nombre d'integrants variava entre 200 i 250 homes, i les seves zones d'actuació van ocupar tota França, especialment en la línia Maginot, voltants de París, Alps francesos, Baccarat, Dunkerque (on quedaria copada la 118 companyia), zones properes al canal de la Mànega, Verdun i Corresa.

## Homenatges públics
A França, hi ha molts homenatges oficials, sobretot al sud del país i a París, la capital.
Així, el monument nacional de França a les guerrillers existeix a Prayols, a l'Arieja, amb cerimònies oficials cada any.
A París, els Guerrillers tenen memorials oficials a l'espai públic, precisament on van caure : Manuel Bergés i Arderiu, José Barón Carreño o Conrad Miret i Musté, per exemple.